# Covad
Covad Communications Group, Inc. ist ein von Charles McMinn und Dhruv Khanna in den 1990er Jahren gegründetes Kommunikationsunternehmen für den US-amerikanischen Markt mit Sitz in San José, Kalifornien.
Der Name Covad ist die Abkürzung für Converged Voice and Data. Damit sollte der Gesellschaftszweck der Firma zum Ausdruck gebracht werden, nämlich Sprache und Daten gemeinsam in einem Netzwerk zu übertragen. 
Das Unternehmen betätigt sich hauptsächlich als Breitbandinternetprovider für kleine und mittlere Unternehmen sowie als DSL-Provider. Nach dem Erwerb der Firma GoBeam 2004 bietet sie auch im Rahmen von Voice over IP (VoIP) Telefondienste an. Covad ist ein CLEC (Competitive Local Exchange Carrier), also ein Kommunikationsdienstleister, der im Wettbewerb mit den vorherrschenden Telekommunikationsunternehmen im US-Markt wie AT&T, Verizon und Qwest steht. 
Dieser Wettbewerb wurde maßgeblich durch die Regulierung im Telekommunikationsmarkt während der Regierungszeit von Präsident Bill Clinton hergestellt, und im Telecommunications Act von 1996 (TA96) ausgedrückt. Seit der Amtsübernahme von Präsident George W. Bush im Jahr 2000 ist es jedoch zu einem Politikwechsel gekommen, der auch seinen Niederschlag in der Telekommunikationsregulierung durch die FCC (Federal Communications Commission, die Regulierungsbehörde) gefunden hat. Seitdem ist der Einfluss der CLECs geschwunden, derjenige der vorherrschenden Telekommunikationsunternehmen hat zugenommen. Dadurch hat sich auch die Wettbewerbssituation für Covad verschlechtert.
Covad beschäftigt ca. 1400 Mitarbeiter (Stand 2005). 